# جواز سفر ألماني
يتم إصدار جواز السفر الألماني لمواطني جمهورية ألمانيا الاتحادية بغرض السفر الدولي، إن جواز السفر الألماني، بالإضافة إلى بطاقة الهوية الألمانية ووثيقة السفر الألمانية في حالات الطوارئ (المُسماة "Reiseausweis als Passersatz")، هي الوثائق الوحيدة المُعترف بها رسميًا والتي تقبلها السلطات الألمانية بشكل روتيني كدليل على الهوية من المواطنين الألمان. بالإضافة إلى كونها دليلاً على الهوية وإثبات للجنسية الألمانية، فإنها تسهل عملية الحصول على المساعدة من المسؤولين القنصليين الألمان في الخارج (أو غيرهم من أعضاء الاتحاد الأوروبي في حالة غياب منشأة قنصلية ألمانية). جواز السفر الألمانية صالح لمدة عشر سنوات (للأشخاص الأكبر من 24 عامًا) أو ست سنوات (للأشخاص حتى عمر 24 عامًا) ويشترك جواز السفر الألماني بالتصميم والقياس وباللون الأحمرالعنابي مع جوازات سفر أخرى تابعة للاتحاد الأوروبي. كل مواطن ألماني هو أيضا مواطن في الاتحاد الأوروبي. يسمح جواز السفر بالإضافة إلى بطاقة الهوية الوطنية بالحصول على حرية التنقل والإقامة في أي من دول الاتحاد الأوروبي والمنطقة الاقتصادية الأوروبية.
وفقًا لمؤشر قيود تأشيرات الدخول لعام 2018 ، يمكن للمواطنين الألمان زيارة 177 دولة وإقليمًا بدون تأشيرة أو مع منح تأشيرة عند الوصول. وهذا يجعل حامل جواز السفر الألماني يسافر إلى معظم الدول بدون الحاجة لفيزا.

## مدة الحصول على الجواز
تتراوح المدة المطلوبة لإصدار جواز السفر الألماني من أربعة إلى ستة أسابيع، ولكن يمكن إصداره في غضون ثلاثة أيام باستخدام الخدمة السريعة إذا تم تقديم الطلب قبل الساعة 11 صباحًا.

## المظهر

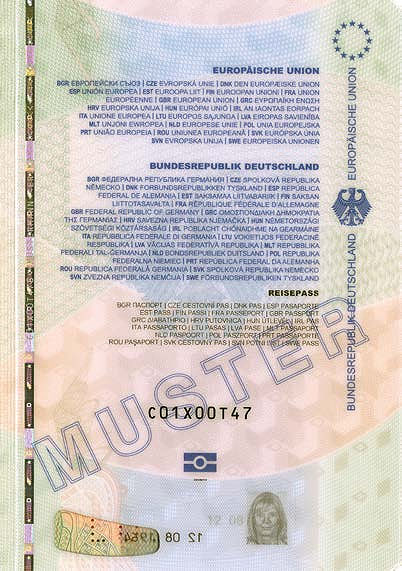
الصفحة الأولى لجواز السفر الألماني الحالي (آذار 2017)

صفحة التوقيع والبيانات لجواز السفر الألماني الحالي (آذار 2017)

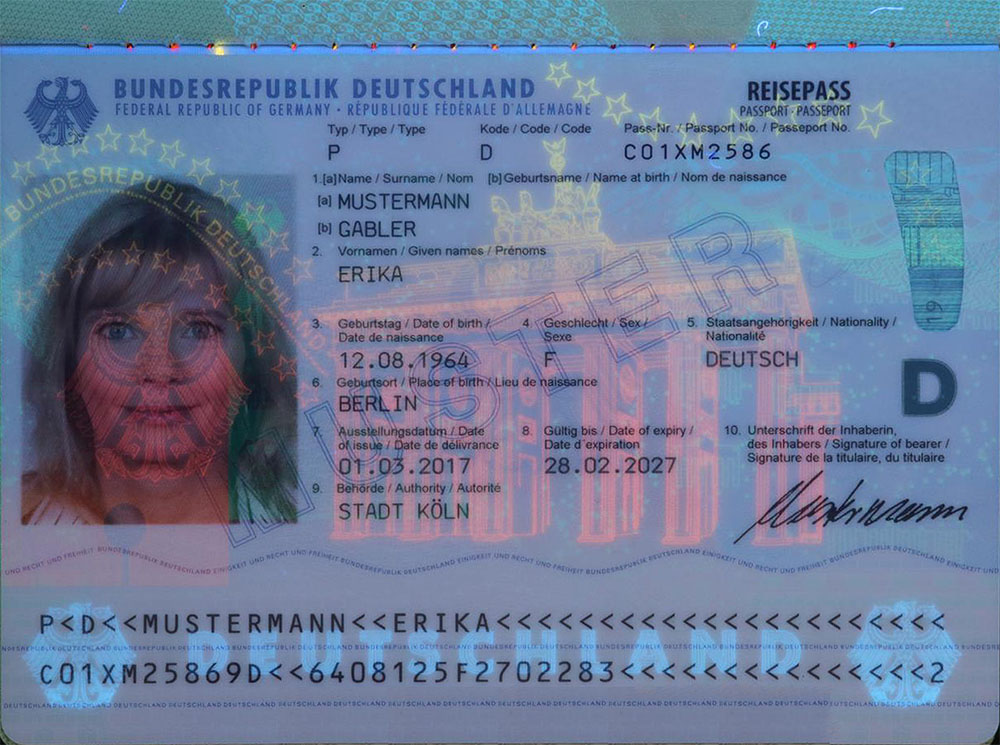
صفحة البيانات لجواز السفر الألماني الحالي متوهجة تحت إشعاع الأشعة فوق البنفسجية (آذار 2017)

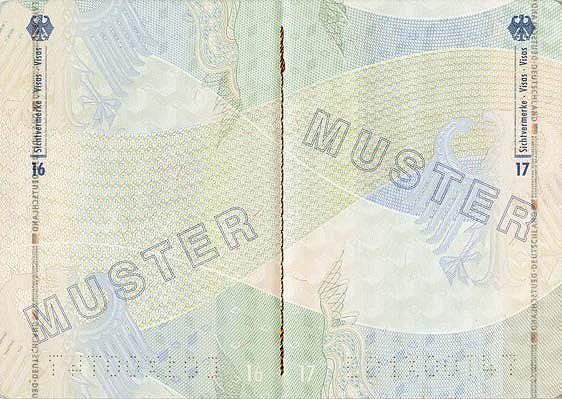
المنطقة المخصصة للتأشيرات في جواز السفر الألماني الحالي

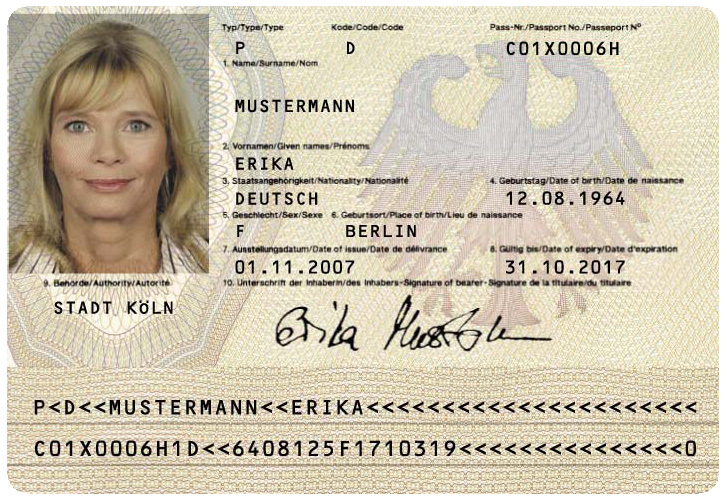
صفحة التوقيع والبيانات في جواز السفر الألماني (قبل آذار 2017)

تتبع جوازات السفر الألمانية منذ 1 شباط 1988 تصميم جواز سفر الاتحاد الأوروبي القياسي، مع غلاف باللون الأحمر العنابي في وسطه العقاب الألماني. كلمة "Reisepass" (بالألمانية: جواز سفر) منقوشة أسفل شعار النبالة، حيث تظهرأعلى الغلاف عبارات Europäische Union (الاتحاد الأوروبي) و Bundesrepublik Deutschland (جمهورية ألمانيا الاتحادية).
في 23 شباط 2017، كشفت ألمانيا النقاب عن تصميم جديد لجواز السفر ليتم استخدامه اعتباراً 1 آذار 2017. عادة ما تكون جوازات السفر الألمانية 32 صفحة ويمكن إصدار نسخة من 48 صفحة للمسافرين الدائمين عند الطلب.

### صفحة معلومات الهوية
الصفحتان الأولى والثانية من جواز السفر الألماني منضدتان تنضيد أمني، وتضم الصفحة الثانية البيانات التالية:
- صورة حامل جواز السفر
- نوع الوثيقة (P = passport)
- رمز البلد المصدر (D = ألمانيا)
- رقم جواز السفر (9 أرقام أبجدية، مختارة من الأرقام من 0 - 9 والحروف C ، F ، G ، H ، J ، K ، L ، M ، N ، P ، R ، T ، V ، W ، X ، Y، Z. وهكذا، يشير "0" إلى الرقم صفر وليس الحرف "O".)
- الكنية (1a)
- الاسم عند الولادة (1b)
- الاسم (2)
- تاريخ الميلاد (3)
- الجنس (4)
- الجنسية (5)
- مكان الميلاد (6)
- تاريخ الإصدار (7)
- تاريخ الانتهاء (8)
- السلطة التي أصدرت جواز السفر (9)
- توقيع حامل الجواز (10)

تنتهي الصفحة بمنطقة تحوي سطرين يُمكن قرئتهما بواسطة الآلة وفقًا لمعيارأيزو 3166-1 حرفي-3. إن الرمز DEU هو ليس رمز البلد كرمز البلد المعياري لألمانيا (وفقًا أيزو 3166-1 حرفي-3)، ولكن الرمز هو D. وهو رمز البلد الوحيد الذي لا يتكون من 3 أحرف.
في تشرين الثاني 2001 تمت إضافة الميزة المسماة Identigram - عدد من ميزات الأمان ثلاثية الأبعاد، بما في ذلك العقاب ثلاثي الأبعاد ونسخة هولوغرافية لصورة حامل الجواز (صورة ثلاثية الأبعاد) ونسخة ثلاثية الأبعاد من المنطقة المخصصة للقراءة بواسطة الآلات والتصوير الدقيق المجسم والعناصر الحركية.

### الصفحة التالية

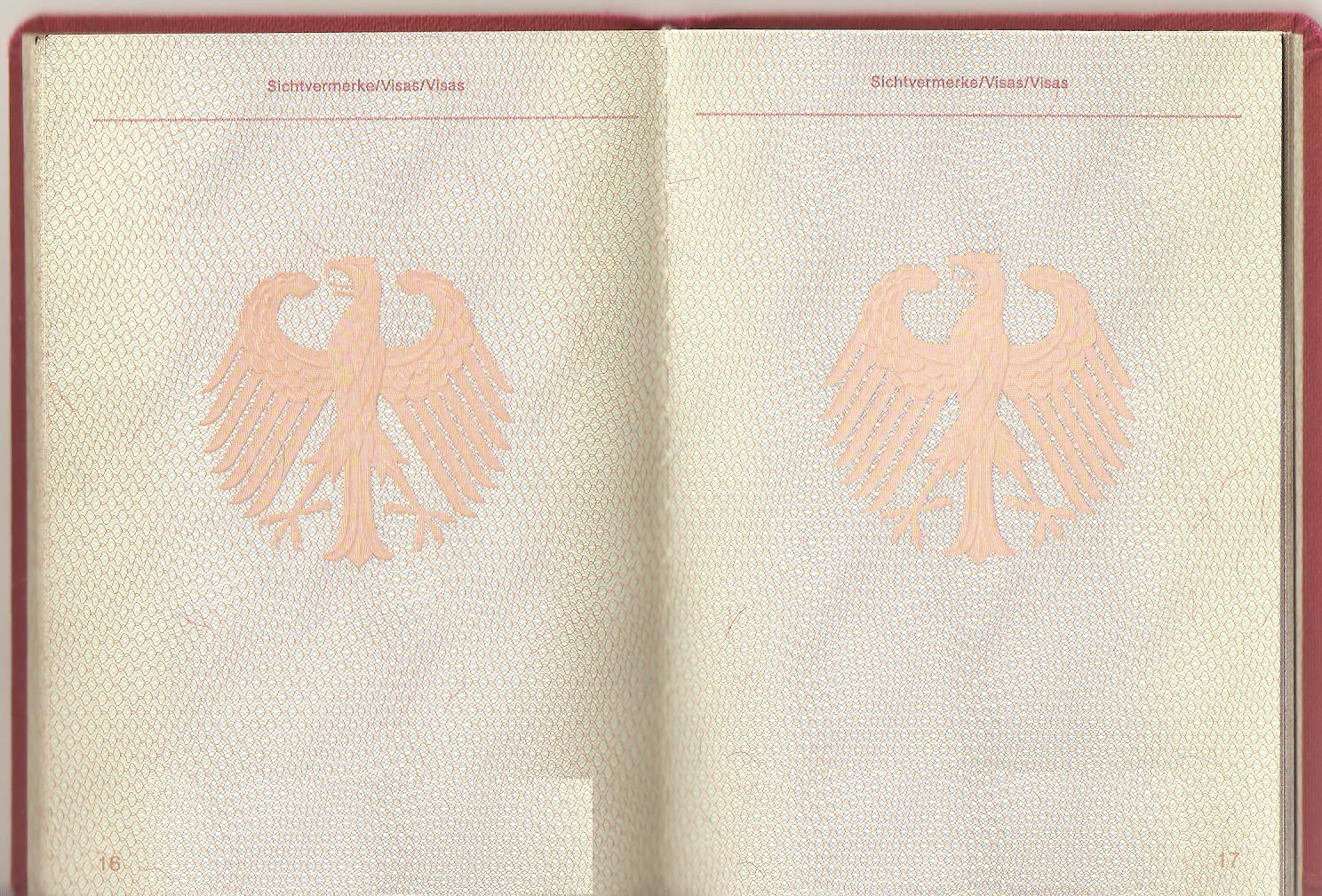
الجزء الداخلي لجواز السفر الألماني (قبل آذار2017، مع إزالة رقم جواز السفر في أسفل كل صفحة)

تسرد الصفحة التالية:
- الإقامة
- الارتفاع
- لون العيون (باللغة الألمانية)
- الاسم الديني أو الاسم المستعار

### اللغات
تتم طباعة صفحة البيانات باللغات الألمانية والإنجليزية والفرنسية. على الغلاف الثاني (لصفحة المعلومات) والصفحات 2 و 4 و 5 و 32 أو 48 توجد كل اللغات الرسمية ال 24 لدول الاتحاد الأوروبي حيث يتم وصف المعلومات بلغات أخرى في دول الاتحاد الأوروبي.

### المستندات المطلوبة لتقديم طلب للحصول على جواز السفر (للبالغين) خارج ألمانيا
- استكمال استمارة الطلب
- صورتان حديثتان متطابقتان ومتوافقتان بيومترياً.
- شهادة الميلاد (موثقة) مع معلومات حول مكان الميلاد بالضبط بالإضافة لنسخة منها.
- في حال كان المتقدم متزوجاً أو مطلقاً أو أرملاً يُطلب شهادة زواج أو ورقة الطلاق أو شهادة وفاة الزوجة، بالإضافة لنسخة منها.
- في حال لم يكن اللقب أو الكنية في شهادة الميلاد جواز السفر متطابقاً، يجب تقديم إثبات على بتغيير الاسم. وقد يكون من الضروري عمل إعلان اسم.
- تأكيد إلغاء التسجيل ("Abmeldebescheinigung") من مكان الإقامة في ألمانيا إذا تم إدخاله في جواز السفر الحالي كمكان إقامة، بالإضافة لنسخة منه.
- تصريح إقامة صالح ونسخة منه.
- رخصة قيادة أو فاتورة باسم صاحب الطلب كدليل على العنوان القانوني ونسخة منها.
- شهادة الدكتوراه الألمانية الخاصة بمقدم الطلب إذا كان راغباً في إضافة درجة الدكتوراه الخاصة به في جواز السفر، ونسخة واحدة منها.
- إذا أمكن، وثيقة التجنس الألمانية، ونسخة منها.
- إذا كان مواطن مزدوج الجنسية، شهادة الجنسية مع "Beibehaltungsgenehmigung"
- رسوم جواز السفر
- قد تكون هناك حاجة لمستخلص السجل العائلي.
- في حال كانت المرة الأولى التي يتم التقدم بها بطلب كشخص بالغ، سوف يكون هنالك حاجة إلى جوازات سفر الوالدين الألمان أو شهادة جنسية "Staatsangehörigkeitsausweis".

### رقاقة (RFID) مع شهادة البومترية
منذ 1 تشرين الثاني 2005 زُودت جوازات السفر الألمانية بشريحة بطاقة ذكية غير تلامسية (بطاقة القرب) وهوائي حلقي 13.56 ميغاهرتز المُضمّن في صفحة الغلاف الأمامية، [8] وفقاً لمعايير منظمة الطيران المدني الدولي. لا يمكن التعرف بسهولة على الرقاقة والهوائي، ولكن يشار إلى وجودها باستخدام رمز جواز السفر البيومتري في الجزء السفلي من الغلاف الأمامي. وهي تحمل جميع البيانات المطبوعة في جواز السفر، بما في ذلك ملف JPEG للصورة، محميًا بتوقيع رقمي.

### تهجئات مختلفة لنفس الاسم داخل نفس المستند
- الأسماء الألمانية: يتم كتابة الأسماء الألمانية التي تحتوي على علامات تغيير صوتي (ä، ö، ü) و / أو ß بالطريقة الصحيحة في المنطقة غير المقروءة آليًا لجواز السفر، ولكن مع أحرف العلة البسيطة + E و/ أو SS في المنطقة غير المقروءة آليًا، على سبيل المثال الكلمة Müller تصبح MUELLER والكلمة Groß تصبح GROSS والكلمة Gößmann تصبح GOESSMANN.
  - تُستخدم النسخ المذكورة أعلاه عموما لتذاكر الطائرة وغيرها، لكن في بعض الأحيان (كما هو الحال في تأشيرات الولايات المتحدة) يتم أيضاً استخدام حروف العلة البسيطة (MULLER, GOSSMANN)، لذا تظهر في جوازت السفر والتأشيرات وتذاكر الطائرات تهجئات مختلفة لنفس الاسم.

الأشكال الثلاثة الممكنة لتهجئة الاسم نفسه (على سبيل المثال Müller / Mueller / Muller) في المستندات المختلفة تؤدي أحيانًا إلى ارتباك، وقد يؤدي استخدام نوعين مختلفين من التهجئات داخل نفس المستند إلى إعطاء الأشخاص غير مطلعين على اللغة الألمانية الانطباع بأن الوثيقة مزورة.
- الأسماء غير الألمانية: في بعض أسماء المواطنين المتجنسين، قد يتم دائمًا استبدال بعض الأحرف الخاصة غير المتوفرة بأحرف بسيطة، أيضًا في المنطقة غير المقروءة آليًا. تستخدم المطبعة الاتحادية التي تطبع جوازات السفر الألمانية، الخط  LA8 Passport ، والذي يتضمن مجموعة فرعية لاتينية من أحرف (ISO 10646) بحيث يمكن عرض أحرف مثل ç و ł على الأقل في منطقة جوازات السفر غير المقروءة آليًا.

الأسماء المكتوبة أصلاً في نظام الكتابة الغير لاتيني قد تُشكل مشكلة أخرى إذا كان هناك العديد من معايير النسخ المعترف بها دوليًا.
على سبيل المثال، يتم نسخ الاسم الروسي Горбачёв 

بالألمانية، "Gorbatschow" 

بالإنكليزية، "Gorbachev" 

بالفرنسية، "Gorbatchov" 

بالإسبانية، "Gorbachov" 

بالبولندية، "Gorbaczow" وهكذا.

## إجراءات الإصدار

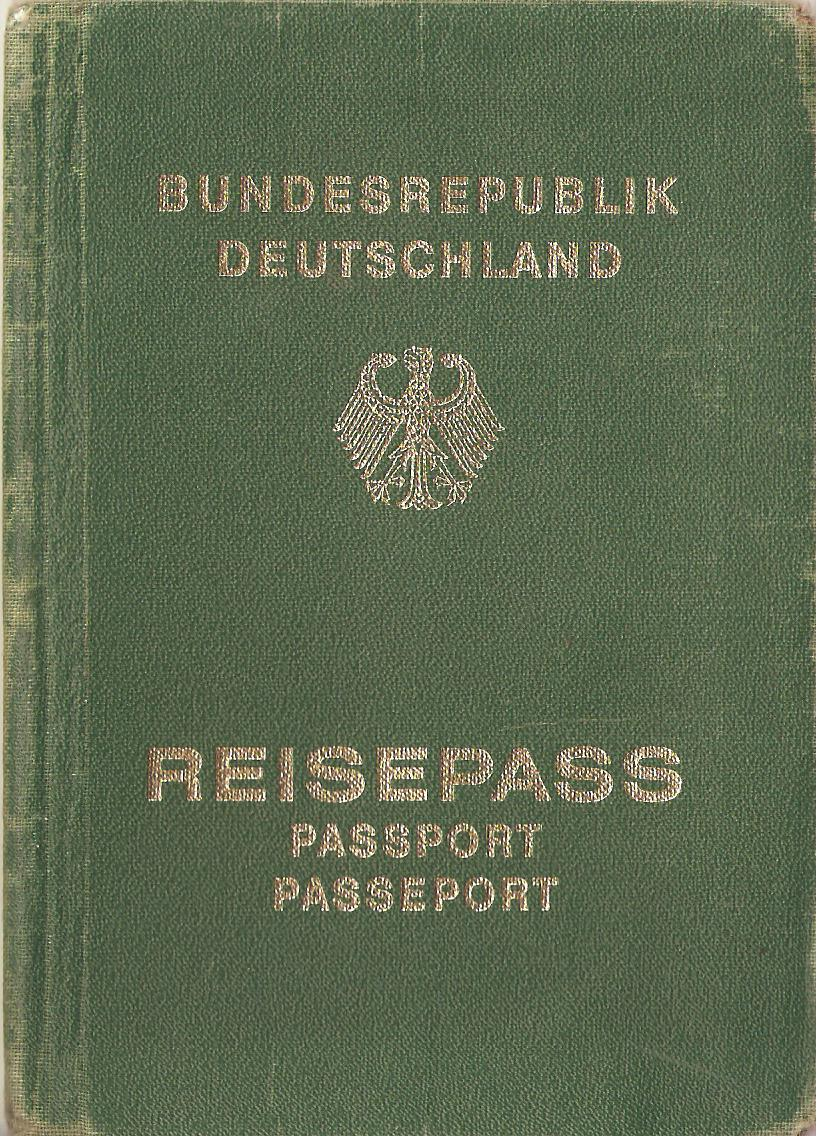
الغلاف الأمامي لجواز سفر ألمانيا الغربية صدر عام 1982

يتم إصدار جوازات السفر الألمانية تماماً مثل بطاقات الهوية الألمانية من قبل مكاتب تسجيل البلديات المحلية. يجب على المتقدمين التقدم بطلب للحصول على جواز سفر جديد شخصي. والبيانات في جوازات السفر الصادرة حديثا هي في الأساس نسخة موثقة من البيانات الشخصية الموجودة في وثائق التسجيل المخزنة محليا. ثم يتم تصنيع الجوازات مركزيا في المطبعة الاتحادية في برلين.
إذا ثبتت الضرورة، يمكن إصدار أكثر من جواز سفر واحد مع صلاحيات متداخلة (على سبيل المثال عند السفر إلى الدول العربية مع ختم إسرائيلي في جواز السفر، أو عند الحاجة لأسباب مهنية). نظريًا، يمكن للشخص أن يحمل في نفس الوقت ما يصل إلى عشرة جوازات سفر. جوازات السفر الإضافية تكون صلاحيتها ست سنوات بدلا من عشر سنوات.
جواز السفر الألماني (32 صفحة، يتم تسليمه في غضون شهر، يصدر لشخص يبلغ من العمر 24 عامًا وأكثر) يكلف 60 يورو. جواز سفر لشخص تحت سن 24 والذي لديه صلاحية ست سنوات بتكلفة 37.50 يورو. تكلفة جواز السفر المكون من 48 صفحة زيادة 22 يورو عن الجواز العادي، والتسليم السريع بعلاوة قدرها 32 يورو.

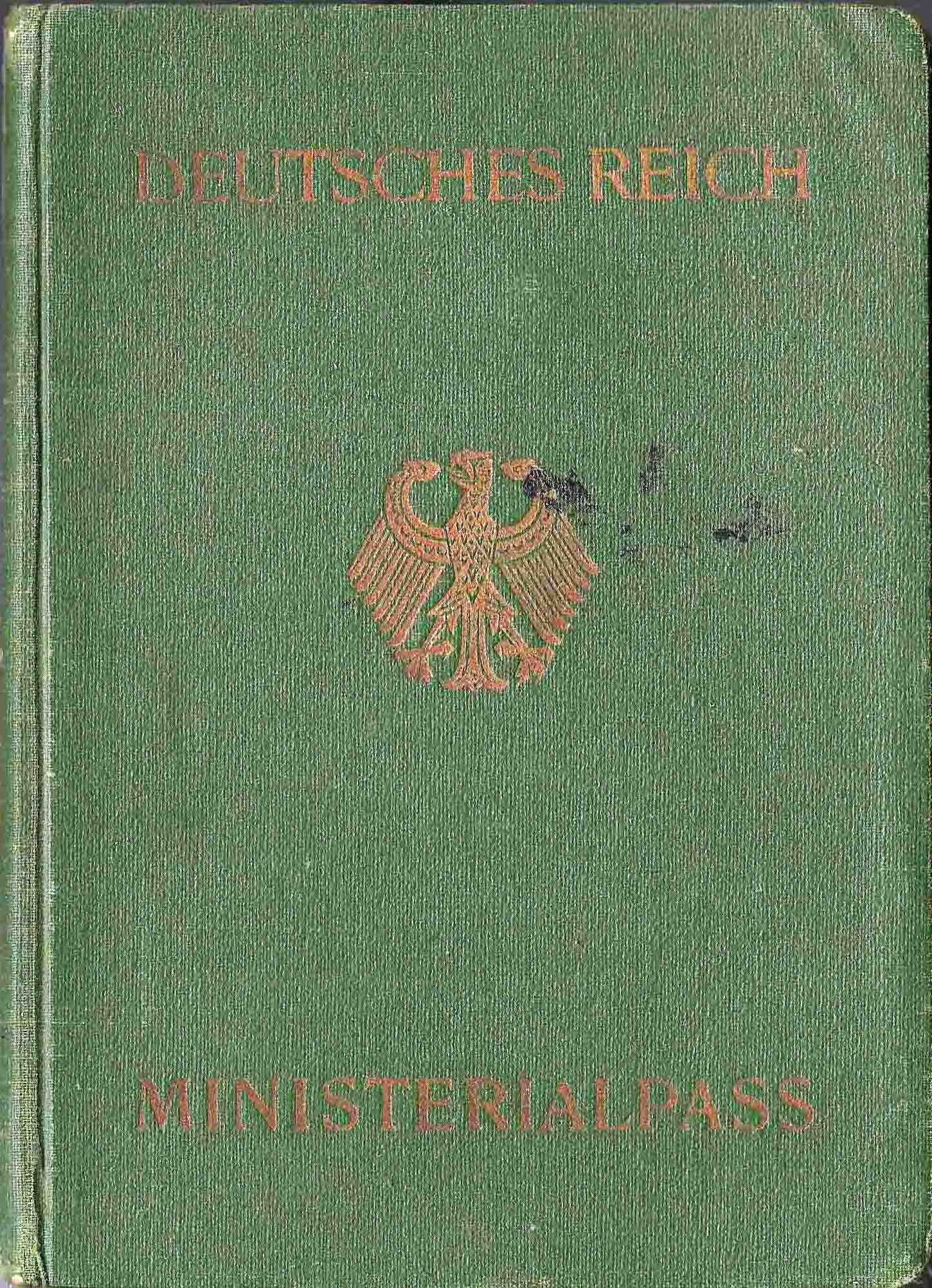
جواز وزاري أصدر للدكتور فريتس نوردين عام 1927

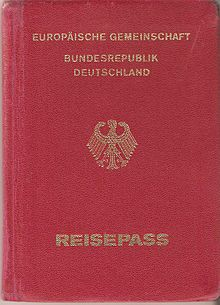
جواز سفر ألماني إصدار سنة 1998

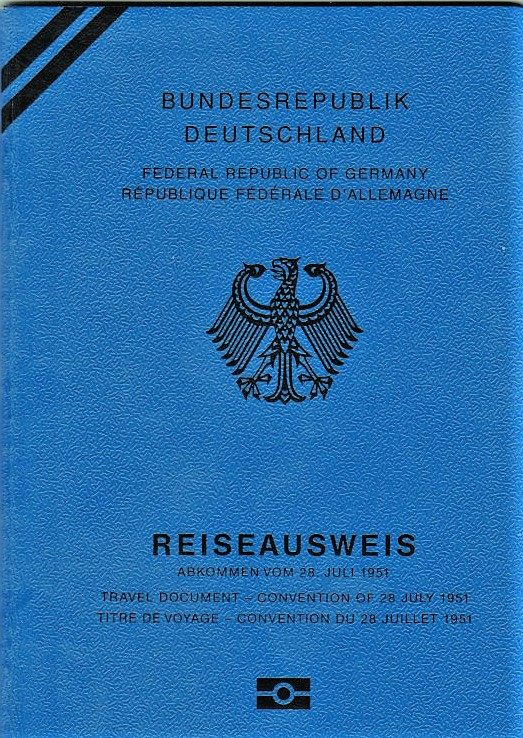
جواز سفر ألماني خاص باللاجئين إصدار 2017

### التجنس بالميلاد
إذا ولد الطفل في ألمانيا ويحمل أحد والديه الجنسية الألمانية فهو يصبح مواطن ألماني من دون القيام بإجراءات خاصة ويمكن لهذا الطفل أن يحمل جنسيات متعددة إذا كان من والدين ذوي جنسيات مختلفة ويمكن الاحتفاظ بها مدى الحياة بظروف خاصة.
أما بالنسبة إلى الأطفال الذين ولدوا في كنف والدين أجنبيين بعد 1 يناير 2000 فيمكنهم الحصول بشكل تلقائي على الجنسية الألمانية إضافة إلى جنسية والديهم ولكن الشرط الذي يضعه القانون أمام ذلك هو أن يكون أحد الوالدين على الأقل مقيمًا في ألمانيا أكثر من ثمانية أعوام وحاصل على إقامة دائمة.
ولأن القانون الألماني لا يسمح بازدواجية الجنسية يجب على الطفل الاختيار حين بلوغه سن 18 ما إذا كان يريد أن يحتفظ بالجنسية الألمانية أو جنسية والديه.

## حرية السفر للمواطنين الألمان

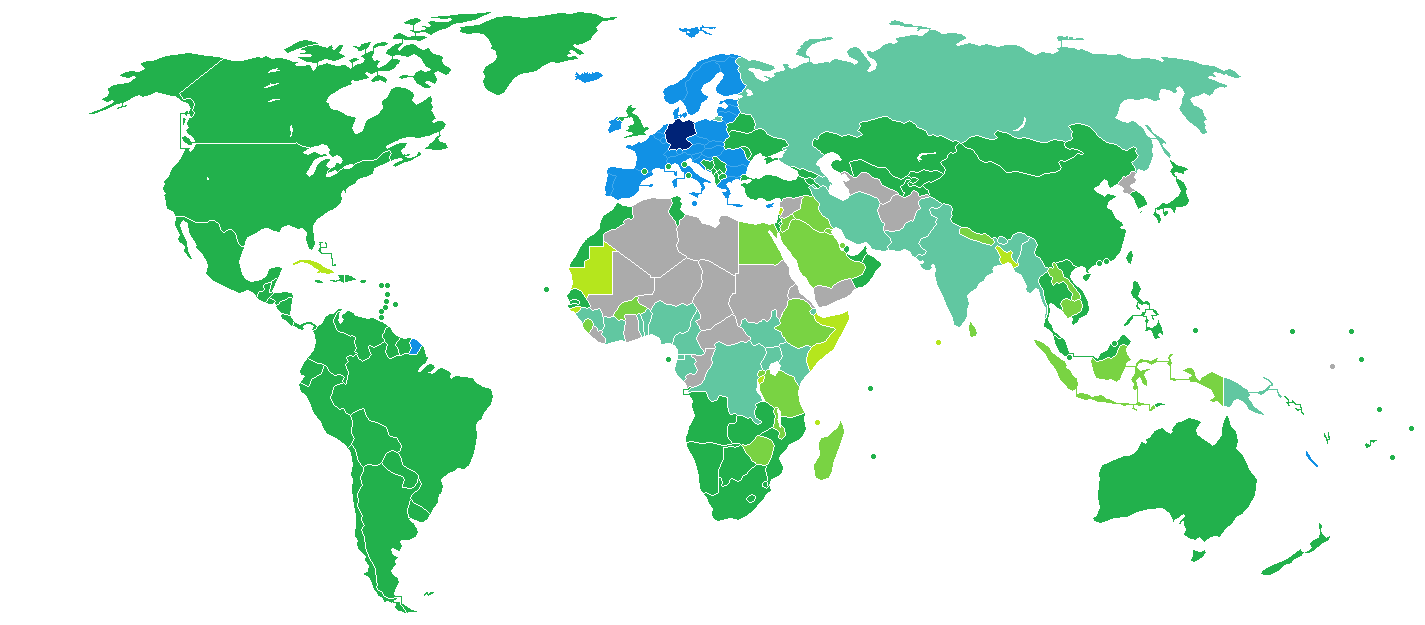
متطلبات التأشيرة للمواطنين الألمان
ألمانيا
حرية الحركة
التأشيرة غير مطلوبة
تأشيرة عند الوصول
تأشيرة إلكترونية
التأشيرة متوفرة عند الوصول أو عبر الإنترنت
التأشيرة مطلوبة قبل الوصول

متطلبات التأشيرة للمواطنين الألمان هي قيود الدخول الإداري من قبل سلطات الدول الأخرى الموضوعة على مواطني ألمانيا. في عام 2018 كان المواطنون الألمان قادرين على الدخول إلى 179 دولة وإقليم بدون تأشيرة دخول أو تأشيرة دخول عند الوصول، حيث تم تصنيف جواز السفر الألماني الثاني في العالم من حيث حرية السفر وفقًا لمؤشر قيود التأشيرات.

## وصلات خارجية
- www.epass.de
- www.bundesdruckerei.de/en/indox.htmi
- Security features of the German passport (german(